# Drugi rząd Michaiła Fradkowa
Drugi rząd Michaiła Fradkowa – rząd Federacji Rosyjskiej, utworzony w dniach 12-20 maja 2004 pod przewodnictwem Michaiła Fradkowa
Michaił Fradkow jako premier został zaakceptowany przez Dumę Państwową 12 maja 2004, rząd powstał 20 maja 2004.

## Udzielenie zgody 12 maja 2004
| Klub                                        | Klub                                      | Głosowanie | Głosowanie     | Głosowanie | Nieobecni |
| Klub                                        | Klub                                      | Za         | Wstrzymali się | Przeciw    | Nieobecni |
| ------------------------------------------- | ----------------------------------------- | ---------- | -------------- | ---------- | --------- |
|                                             | Jedna Rosja                               | 302        | 0              | 0          | 4         |
|                                             | Komunistyczna Partia Federacji Rosyjskiej | 1          | 0              | 48         | 13        |
|                                             | Sprawiedliwa Rosja                        | 11         | 1              | 24         | 3         |
|                                             | Liberalno-Demokratyczna Partia Rosji      | 36         | 0              | 0          | 0         |
|                                             | Niezrzeszeni                              | 6          | 7              | 0          | 1         |
| ŁĄCZNIE                                     | ŁĄCZNIE                                   | 356        | 8              | 72         | 14        |
| Większość bezwzględna: 226, zgodę udzielono |                                           |            |                |            |           |

## Drugi rząd Michaiła Fradkowa (2004–2007)
| Funkcja                                                                                  | Imię i nazwisko        | Imię i nazwisko           | Czas pełnienia funkcji | Czas pełnienia funkcji |
| Funkcja                                                                                  | Imię i nazwisko        | Imię i nazwisko           | Od                     | Do                     |
| ---------------------------------------------------------------------------------------- | ---------------------- | ------------------------- | ---------------------- | ---------------------- |
| Przewodniczący Rządu                                                                     |                        | Michaił Fradkow (JeR)     | 12 maja 2004(dts)      | 14 września 2007(dts)  |
| Zastępca przewodniczącego Rządu                                                          | Aleksandr Żukow (JeR)  | 20 maja 2004(dts)         | 24 września 2007(dts)  |                        |
| Minister przemysłu i energetyki                                                          |                        | Wiktor Christienko        | 20 maja 2004(dts)      | 24 września 2007(dts)  |
| Minister sprawiedliwości                                                                 | Jurij Czajka           | 20 maja 2004(dts)         | 23 czerwca 2006(dts)   |                        |
| Minister edukacji i nauki                                                                | Andriej Fursienko      | 20 maja 2004(dts)         | 24 września 2007(dts)  |                        |
| Minister rolnictwa                                                                       |                        | Aleksiej Gordiejew (JeR)  | 20 maja 2004(dts)      | 24 września 2007(dts)  |
| Minister rozwoju gospodarczego i handlu                                                  |                        | German Gref               | 20 maja 2004(dts)      | 24 września 2007(dts)  |
| Minister obrony                                                                          |                        | Siergiej Iwanow (JeR)     | 20 maja 2004(dts)      | 14 listopada 2005(dts) |
| Zastępca przewodniczącego Rządu                                                          | 14 listopada 2005(dts) | Siergiej Iwanow (JeR)     | 15 lutego 2007(dts)    |                        |
| Minister obrony                                                                          | 14 listopada 2005(dts) | Siergiej Iwanow (JeR)     | 15 lutego 2007(dts)    |                        |
| Pierwszy zastępca przewodniczącego Rządu                                                 | 15 lutego 2007(dts)    | Siergiej Iwanow (JeR)     | 24 września 2007(dts)  |                        |
| Minister                                                                                 |                        | Dmitrij Kozak             | 20 maja 2004(dts)      | 13 września 2004(dts)  |
| Kierownik Aparatu Rządu                                                                  | 20 maja 2004(dts)      | Dmitrij Kozak             | 13 września 2004(dts)  |                        |
| Minister finansów                                                                        | Aleksiej Kudrin        | 20 maja 2004(dts)         | 24 września 2007(dts)  |                        |
| Minister transportu                                                                      | Igor Lewitin           | 20 maja 2004(dts)         | 24 września 2007(dts)  |                        |
| Minister spraw zagranicznych                                                             | Siergiej Ławrow        | 20 maja 2004(dts)         | 24 września 2007(dts)  |                        |
| Minister spraw wewnętrznych                                                              |                        | Raszyd Nurgalijew (JeR)   | 20 maja 2004(dts)      | 24 września 2007(dts)  |
| Minister technologii informacyjnych i łączności                                          |                        | Leonid Riejman            | 20 maja 2004(dts)      | 24 września 2007(dts)  |
| Minister kultury i komunikacji masowej                                                   | Aleksandr Sokołow      | 20 maja 2004(dts)         | 24 września 2007(dts)  |                        |
| Minister obrony cywilnej, sytuacji nadzwyczajnych i likwidacji skutków klęsk żywiołowych |                        | Siergiej Szojgu (JeR)     | 20 maja 2004(dts)      | 24 września 2007(dts)  |
| Minister zasobów naturalnych                                                             | Jurij Trutniew (JeR)   | 20 maja 2004(dts)         | 24 września 2007(dts)  |                        |
| Minister ochrony zdrowia i rozwoju społecznego                                           |                        | Michaił Zurabow           | 20 maja 2004(dts)      | 24 września 2007(dts)  |
| Minister rozwoju regionalnego                                                            | Władimir Jakowlew      | 13 września 2004(dts)     | 24 września 2007(dts)  |                        |
| Minister                                                                                 |                        | Siergiej Naryszkin (JeR)  | 13 września 2004(dts)  | 15 lutego 2007(dts)    |
| Kierownik Aparatu Rządu                                                                  | 13 września 2004(dts)  | Siergiej Naryszkin (JeR)  | 15 lutego 2007(dts)    |                        |
| Zastępca przewodniczącego Rządu                                                          | 15 lutego 2007(dts)    | Siergiej Naryszkin (JeR)  | 24 września 2007(dts)  |                        |
| Kierownik Aparatu Rządu                                                                  | 15 lutego 2007(dts)    | Siergiej Naryszkin (JeR)  | 24 września 2007(dts)  |                        |
| Pierwszy zastępca przewodniczącego Rządu                                                 |                        | Dmitrij Miedwiediew       | 14 listopada 2005(dts) | 24 września 2007(dts)  |
| Minister                                                                                 | Władisław Putilin      | 20 marca 2006(dts)        | 24 września 2007(dts)  |                        |
| Pierwszy zastępca przewodniczącego Komisji Wojskowo-Przemysłowej przy Rządzie            | Władisław Putilin      | 20 marca 2006(dts)        | 24 września 2007(dts)  |                        |
| Minister sprawiedliwości                                                                 | Władimir Ustinow       | 23 czerwca 2006(dts)      | 24 września 2007(dts)  |                        |
| Minister obrony                                                                          |                        | Anatolij Sierdiukow (JeR) | 15 lutego 2007(dts)    | 24 września 2007(dts)  |